# بنیامینو آباته
بنیامینو آباته (انگلیسی: Beniamino Abate؛ زادهٔ ۱۰ آوریل ۱۹۶۲) بازیکن فوتبال اهل ایتالیا است.
از باشگاه‌هایی که در آن بازی کرده‌است می‌توان به باشگاه فوتبال اینتر میلان، باشگاه فوتبال مسینا، باشگاه فوتبال اودینزه، باشگاه فوتبال کالیاری، باشگاه فوتبال رجانا، باشگاه فوتبال بنونتو، و باشگاه فوتبال ناپولی اشاره کرد.